# خليل قويعة
خليل قويعة، كاتب أكاديمي وباحث وفنان تشكيلي تونسي، وأستاذ الجماليات ونظريات الفن وسيميولوجيا الصورة بالمعهد العالي للفنون في جامعة صفاقس، وباحث في مخبر LARA في جامعة تولوز 2 في فرنسا، ورئيس تحرير مجلة «فنون» الصادرة عن وزارة الشؤون الثقافية التونسية. صدر له من الكتب «تشكيل الرؤية»، و«عمارة الرؤية»، و«بنية الذائقة وسلطة النموذج» و«العمل الفني وتحولاته بين النظر والنظرية، محاولة في إنشائية النظر» و«مسار التحديث في الفنون التشكيلية، من الأرسومة إلى اللوحة». فاز جائزة الشيخ زايد للكتاب في الفنون والدراسات النقدية عام 2021 عن كتابه «مسار التحديث في الفنون التشكيلية، من الأرسومة إلى اللوحة». أشرف على إصدار بعض الكتب الفنية العلمية في «بيت الحكمة» في قرطاج، وساهم في تحرير الموسوعة التونسية.

## السيرة الذاتية
حصل قويعة على درجة الدكتوراه في علوم وتقنيات الفنون، اختصاص نظريات الفنون وتاريخ الفن، وعلى شهادة الأستاذية في الفلسفة من جامعة تونس، وشهادة الدراسات المعمقة في تاريخ الفن الحديث (ISBAT). يعمل قويعة أستاذًا الجماليات ونظريات الفن وسيميولوجيا الصورة بالمعهد العالي للفنون في جامعة صفاقس.

## المؤلفات
- تشكيل الرؤية - تأملات في تجارب تشكيلية من تونس، 236 صفحة، 2007.[7]
- عمارة الرؤية، (ردمك 9789973736024، وردمك 9973736028)، 2007.[8]
- بنية الذائقة وسلطة النموذج، دائرة الثقافة والإعلام، الشارقة، (ردمك 9789948440956، وردمك 9948440951)، 182 صفحة، 2013.[9][10]
- العمل الفني وتحولاته بين النظر والنظرية، محاولة في إنشائية النظر، المركز العربي للأبحاث ودراسة السياسات، 399 صفحة، (ردمك 9786144452417، وردمك 6144452419) 2018.[11]
- مسار التحديث في الفنون التشكيلية، من الأرسومة إلى اللوحة، دار محمّد علي، 2020.[12]

## الجوائز
- نال كتابه «مسار التحديث في الفنون التشكيلية، من الأرسومة إلى اللوحة» علىجائزة الشيخ زايد للكتاب عن فرع الفنون والدراسات النقدية، 2021.[6]
- حازت كتابة «بنية الذائقة وسلطة النموذج» على جائزة النقد الفني بالشارقة في الإمارات العربية المتحدة.[13]